# Subimago

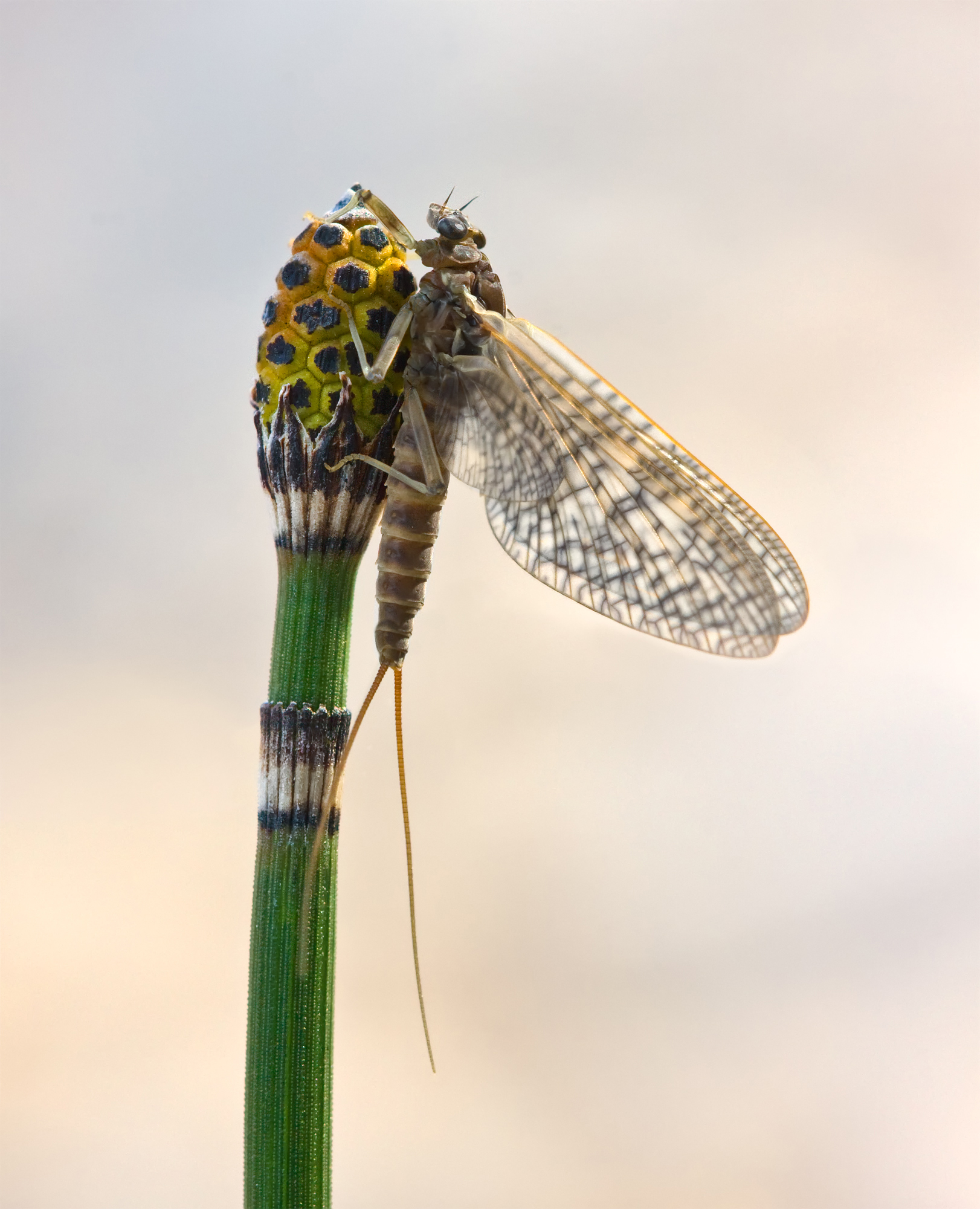
Uma subimago de Rhithrogena germanica.

A subimago é o estágio de desenvolvimento de um inseto, no qual o mesmo já se libertou da exúvia, mas ainda não são completamente adultos. Exemplo disso são as efêmeras quando acabam de sair da água e as asas ainda não estão secas e transparentes. Estas subimagos podem voar ou trepar em um ramo ou pedra para secarem as asas. Tal estágio de desenvolvimento já era observado nas ordens extintas Meganisoptera, Diaphanopterodea, Megasecoptera e Palaeodictyoptera.